# Соціалістична Радянська Республіка Вірменія
Соціалістична Радянська Республіка Вірменія (рос. Социалистическая Советская Республика Армения)  скорочено (СРР Вірменія) — республіка у складі колишньої Закавказької Соціалістичної Федеративної Радянської Республіки.

## Історія
29 листопада 1920 року на території Східної Вірменії (де перед тим існувала Демократична Республіка Вірменія), зайнятій Червоною Армією, була проголошена Вірменська Радянська Соціалістична Республіка і створений Революційний комітет Вірменії.
12 березня 1922 року Соціалістична Радянська Республіка Вірменія, Соціалістична Радянська Республіка Грузія і Азербайджанська Соціалістична Радянська Республіка, в Тифлісі уклали союзний договір про створення Закавказьких Соціалістичних Радянських Республік.
Вірменія, як і інші радянські республіки, втратила ряд функцій суверенної держави: не мала самостійних дипломатичних відносин, не володіла національними збройними силами, не вела зовнішньоторговельної діяльності, пережила громадянську війну і колективізацію. 
За Конституцією СРСР 1936 року Азербайджанська, Вірменська і Грузинська РСР увійшли до складу СРСР як самостійні союзні республіки. ЗСФРР була скасована.